# 沖縄県道179号田名野甫線
沖縄県道179号田名野甫線（おきなわけんどう179ごう だなのほせん）は沖縄県島尻郡伊平屋村字田名から同村字野甫に至る一般県道である。

## 概要
野甫大橋により伊平屋村を構成する伊平屋島と野甫島の2島を繋ぐ。

### 路線データ
- 起点：沖縄県島尻郡伊平屋村字田名
- 終点：沖縄県島尻郡伊平屋村字野甫
- 総延長：12.7km（実延長も同じ）

## 歴史
1953年（昭和28年）に琉球政府道伊平屋前泊港線として指定された。当時はほんの短い路線だったが、のちに大幅に延長され政府道田名島尻線となり伊平屋島を南北を縦断する路線となった。
1972年（昭和47年）の本土復帰と同時に県道となり、1978年（昭和53年）に初代野甫大橋が完成した後、1980年（昭和55年）に同橋を県道に昇格、野甫島まで延長し、現路線名に改称。現在の野甫大橋は2代目で2004年（平成16年）に開通した。

## 地理

### 通過する自治体
- 沖縄県
  - 島尻郡伊平屋村